# Condado de Nazarabad
Condado Nazarabad (en persa: شهرستان نظرآباد‎) es un shahrestān de la provincia de Elburz en Irán. La capital y única ciudad del condado es Nazarabad. En el censo 2006, la población del condado era de 128666 habitantes. El condado se subdivide en dos distritos: El distrito central y el distrito de Tankaman.